# Virtus Entella

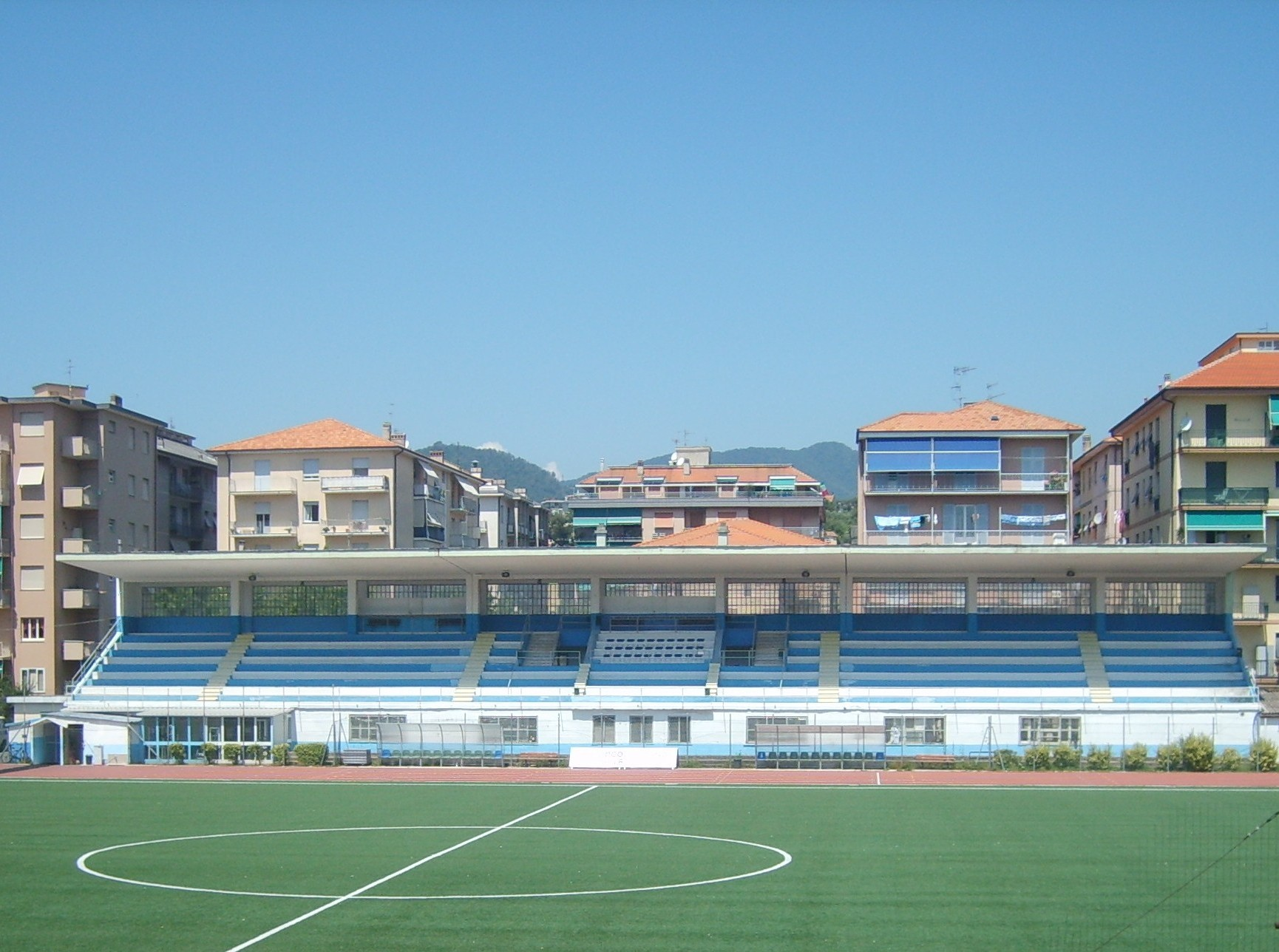
Estadio Comunale di Chiavari.

El Virtus Entella es un club de fútbol de Italia, con sede en Chiavari, en la región de Liguria. Fue fundado en 1914 y refundado en 2002. Compite en la Serie B, segunda categoría del fútbol italiano.

## Historia
El club en 1914 tuvo su origen cuando un grupo de futbolistas resolvió organizarse con el nombre del río Chiavari que divide a la ciudad homónima con Lavagna. Uno de ellos, Enrico Sannazzari, había vivido en Argentina. En los documentos oficiales figura que la elección de la camiseta –que Entella adoptó desde el primer momento– se debió “al rescate del legado del país que hospedó a tantos chiavarenses”.   Debido a esto, los colores celeste y blanco son los característicos del club.
En la temporada Serie B (Italia) 2017-18 se ubicó en el puesto 19°, lo que le permitió jugar Playoffs permanencia con el Ascoli, pero al empatar 0-0 los partidos de ida y vuelta, desciende por los puntos hechos en temporada.

## Palmarés

### Torneos nacionales
- Supercopa de la Serie C (1): 2025

### Torneos interregionales
- Lega Pro Prima Divisione/Serie C (3): 2013-14 (Grupo A), 2018-19 (Grupo A), 2024-25 (Grupo B)
- Campionato Interregionale/Serie D (4): 1957-58 (Grupo A), 1959-60 (Grupo A), 1963-64 (Grupo A), 1984-85 (Grupo E)

### Torneos regionales
- Seconda Divisione/Promozione/Eccellenza Liguria (5): 1932-33, 1955-56, 1996-97, 1998-99, 2007-08
- Copa Italia de Aficionados Liguria (1): 2000-01